# Agenzia Giornalistica Italia

Logo der AGI

Die Agenzia Giornalistica Italia (AGI) ist eine italienische Nachrichten- und Presseagentur, die 1950 in Rom gegründet wurde. Seit 1965 gehört sie dem Energiekonzern Eni. Die Agentur übermittelt Meldungen in Italienisch, Englisch, Chinesisch, Arabisch, Spanisch, Portugiesisch und Französisch. Der Schwerpunkt liegt im Bereich Wirtschaft und Finanzen. Es bestehen Kooperationen mit etlichen anderen Nachrichtenagenturen. Mit der Wirtschaftszeitung Il Sole 24 Ore und Radio China International wurde die Agentur AGI China 24 gegründet, die Nachrichten in italienischer Sprache vorwiegend für italienische Unternehmer verbreitet.